# 大竹財団
一般財団法人大竹財団（おおたけざいだん）は、人口問題、食糧問題や人類の存続を脅かす環境、エネルギー問題などの調査研究及びNGO、NPOとの情報交換や活動支援を行っている法人で、1972年（昭和47年）に設立された。元厚生労働省所管。

## 概要
- 所在：東京都中央区京橋1-1-5セントラルビル11F
- 理事長：大竹春代
- 常務理事：佐藤壽弘、安藤多恵子

その他役員については、同財団ホームページにて公開されている。

## 事業
- 社会保障、生活環境水準の向上、安全の開発に関する基礎的かつ総合的な調査、研究、市民活動支援その他。